# 阿塔图尔克机场
伊斯坦堡阿塔图克機場（土耳其語：İstanbul Atatürk Havalimanı）是土耳其最大城市伊斯坦堡的一座機場，位於伊斯坦堡市中心西南15公里，在伊斯坦堡歐洲一方。啟用於1924年，在1980年改以土耳其共和國國父穆斯塔法·凯末尔·阿塔图尔克冠名。在2010年，該機場的旅客流量為歐洲第八大。2019年4月6日，土耳其航空的所有航班以及本機場國際及國內所有航班轉移至新建的伊斯坦堡新机场，本機場轉型提供貨運功能、訓練和舉辦航空展及VIP客機起降。
2020年5月，利用机场飞行区原35L/R两条跑道部分区域建成耶西勒廓伊紧急医院，以安置2019冠狀病毒病患者。土耳其政府计划将利用该跑道剩余部分建设阿塔图尔克国家公园 。

## 事件
2016年6月28日，伊斯坦堡阿塔圖克機場發生恐怖攻擊事件，造成42死239傷。

## 图片

1980年代的一號客運大樓
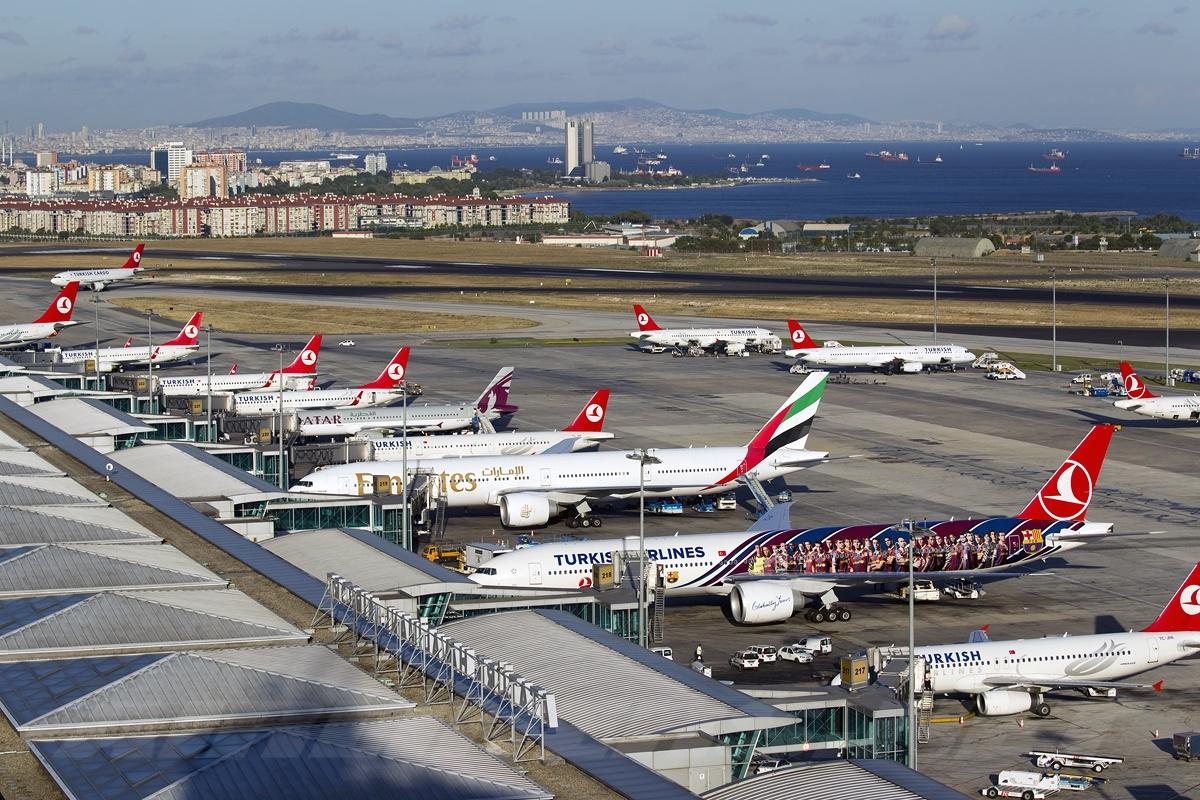
停機坪
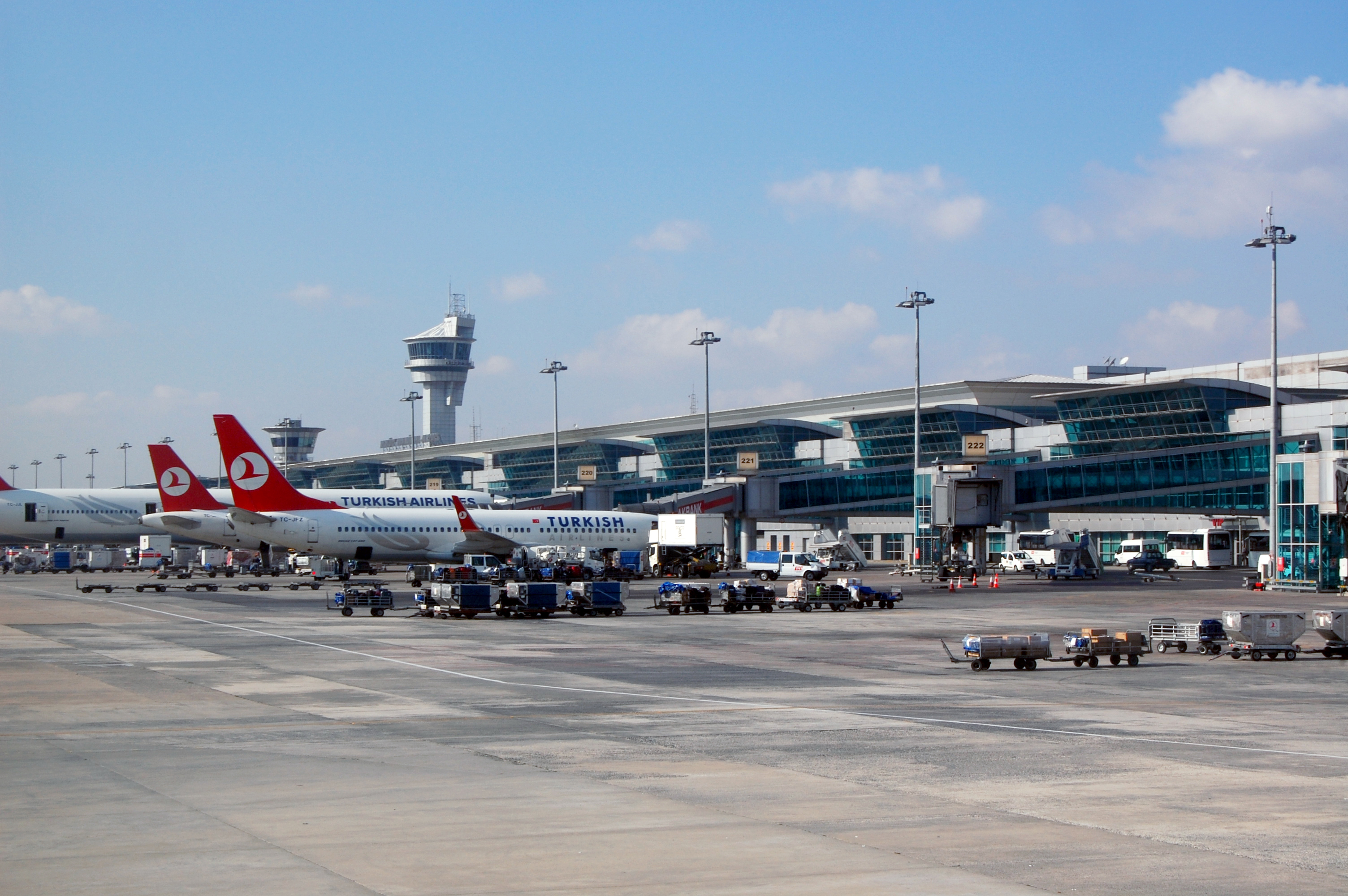
二號客運大樓
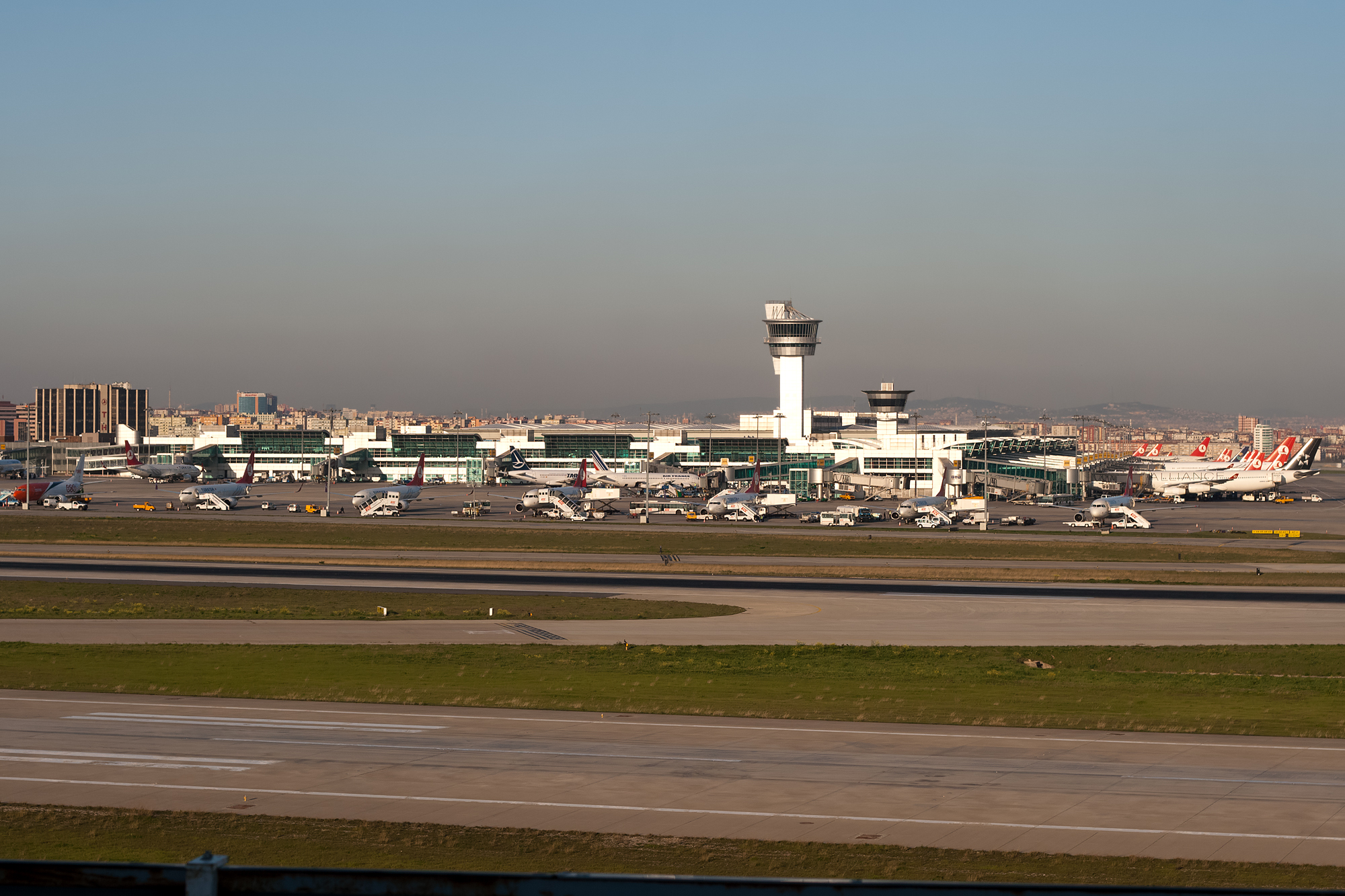
二號客運大樓停機坪
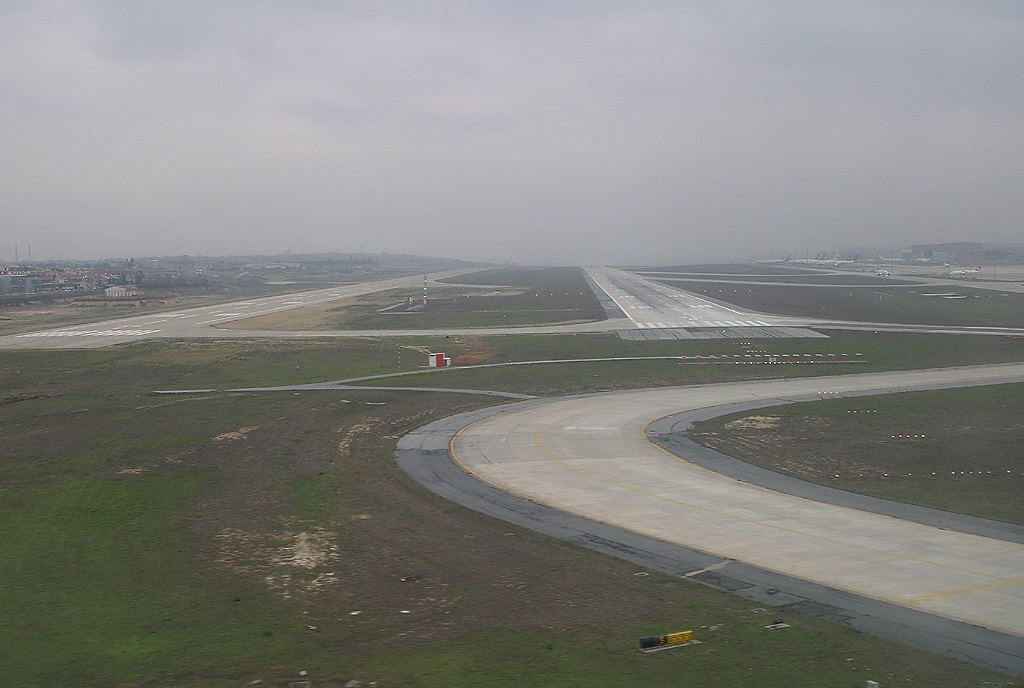
跑道
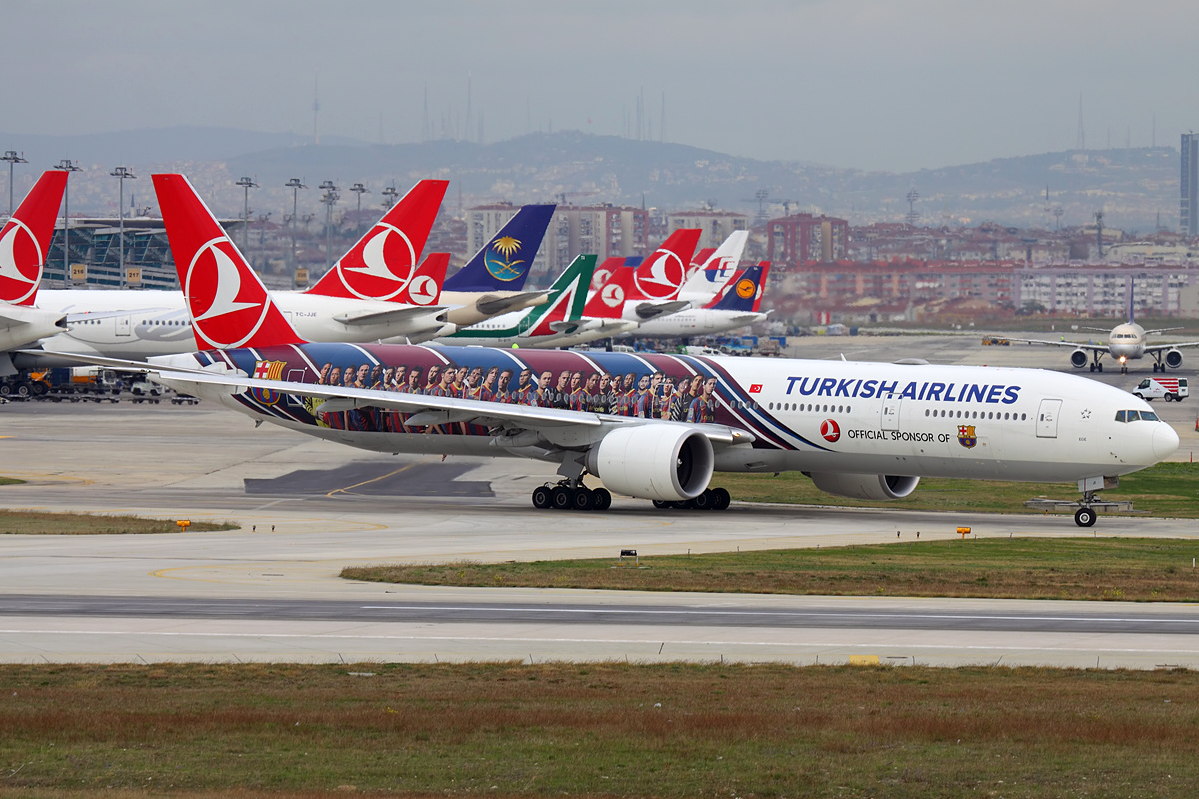
在阿塔图尔克機場的土耳其航空波音777客機
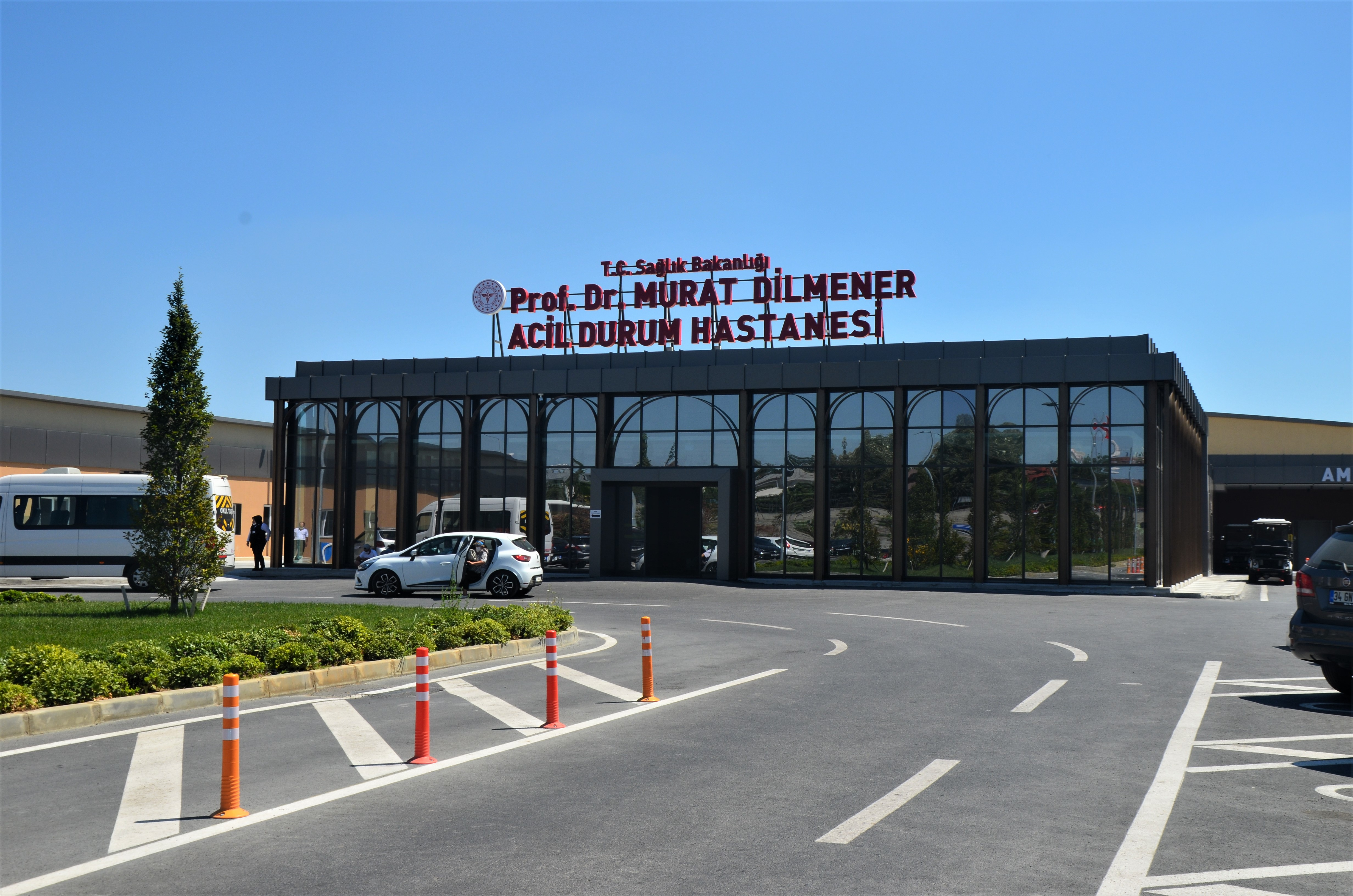
耶西勒廓伊紧急医院（英语：Yeşilköy Prof. Dr. Murat Dilmener Emergency Hospital）

## 外部連結
- 官方網站（页面存档备份，存于）（土耳其文）（英文）